# Медаль Столыпина П. А.
Меда́ль Столы́пина П. А. — награда Правительства Российской Федерации. Учреждена постановлением Правительства Российской Федерации от 26 мая 2008 года № 388 «О медали Столыпина П. А.». Названа в честь председателя Совета министров Российской империи Петра Аркадьевича Столыпина.

## Положение о медали
Медаль П. А. Столыпина является поощрением за заслуги в решении стратегических задач социально-экономического развития страны, в том числе реализации долгосрочных проектов Правительства Российской Федерации в таких областях народного хозяйства, как промышленность, сельское хозяйство, строительство, транспорт, наука, образование, здравоохранение, культура и в других областях деятельности.
Медалью награждаются, как правило, государственные служащие и другие граждане России, внесшие большой вклад в решение указанных задач. Награждение медалью П. Столыпина производится на основании решения Правительства Российской Федерации, принимаемого в форме распоряжения.
Медаль имеет две степени, высшей степенью медали является I степень. Награждение производится последовательно — от низшей степени к высшей. К награждению медалью могут представляться лица, имеющие стаж государственной службы не менее 10 лет, или занимавшиеся другой профессиональной деятельностью не менее 15 лет. Предложения о награждении вносятся в Правительство Российской Федерации руководителями федеральных органов исполнительной власти или органов исполнительной власти субъектов Российской Федерации.

## Описание медали
Медаль П. Столыпина изготавливается из латуни, имеет форму круга диаметром 34 мм с выпуклым бортиком с обеих сторон.
На лицевой стороне медали — погрудное рельефное изображение П. Столыпина.
В верхней части — по окружности рельефная надпись «ВО СЛАВУ РОССИИ, ВО БЛАГО РОССИЯН», в нижней — рельефная надпись «СТОЛЫПИН П. А.».
На оборотной стороне медали — рельефная надпись «ПРАВИТЕЛЬСТВО РОССИЙСКОЙ ФЕДЕРАЦИИ» и знак номера медали.
Медаль I степени — позолоченная, медаль II степени — посеребрённая.
Медаль при помощи ушка и кольца соединяется с четырёхугольной колодкой, обтянутой шёлковой муаровой лентой синего цвета.
Поверх ленты на колодке крепится изображение двуглавого орла, который держит в лапах скрещённые скипетры.

## Список награждённых
После даты награждения указан номер соответствующего распоряжения Правительства Российской Федерации.

### Медаль Столыпина П. А. I степени
| №  | Дата распоряжения | Номер распоряжения | Награждённый                      | Занятие |
| -- | ----------------- | ------------------ | --------------------------------- | --- |
| 1  | 4 марта 2009      | № 262-р            | Гордеев, Алексей Васильевич       | министр сельского хозяйства Российской Федерации |
| 2  | 25 декабря 2009   | № 2073-р           | Басин, Ефим Владимирович          | генеральный директор общества с ограниченной ответственностью «Корпорация Инжтрансстрой» |
| 3  | 5 октября 2010    | № 1669-р           | Кудрин, Алексей Леонидович        | заместитель председателя Правительства Российской Федерации — министр финансов Российской Федерации |
| 4  | 21 октября 2010   | № 1816-р           | Собянин, Сергей Семёнович         | заместитель председателя Правительства Российской Федерации — руководитель аппарата Правительства Российской Федерации |
| 5  | 11 января 2011    | № 1-р              | Чайка, Юрий Яковлевич             | Генеральный прокурор Российской Федерации |
| 6  | 7 июля 2011       | № 1153-р           | Осипов, Юрий Сергеевич            | Президент Российской академии наук |
| 7  | 20 января 2012    | № 7-р              | Шаймиев, Минтимер Шарипович       | государственный советник Республики Татарстан |
| 8  | 27 января 2012    | № 19-р             | Христенко, Виктор Борисович       | министр промышленности и торговли Российской Федерации |
| 9  | 25 августа 2012   | № 1514-р           | Лопатин, Геннадий Борисович       | заместитель Генерального прокурора Российской Федерации |
| 10 | 28 января 2013    | № 75-р             | Зорькин, Валерий Дмитриевич       | Председатель Конституционного суда Российской Федерации |
| 11 | 28 марта 2014     | № 472-р            | Матвиенко Валентина Ивановна      | Председатель Совета Федерации Федерального Собрания Российской Федерации |
| 12 | 9 апреля 2014     | № 555-р            | Тринога, Михаил Иванович          | заместитель Руководителя Аппарата Правительства Российской Федерации - руководитель Секретариата Председателя Правительства Российской Федерации Медведева Д.А. |
| 13 | 26 сентября 2014  | № 1894-р           | Рыжков, Николай Иванович          | представитель в Совете Федерации Федерального Собрания Российской Федерации от исполнительного органа государственной власти Белгородской области, член Комитета Совета Федерации по федеративному устройству, региональной политике, местному самоуправлению и делам Севера |
| 14 | 10 октября 2014   | № 2018-р           | Демченко, Олег Фёдорович          | президент открытого акционерного общества «Научно-производственная корпорация „Иркут“» |
| 15 | 11 апреля 2015    | № 631-р            | Тимакова, Наталья Александровна   | пресс-секретарь Председателя Правительства Российской Федерации — заместитель Руководителя Аппарата Правительства Российской Федерации |
| 16 | 24 августа 2015   | № 1626-р           | Якунин, Владимир Иванович         | действительный государственный советник Российской Федерации 1 класса |
| 17 | 18 ноября 2015    | № 2352-р           | Муров, Евгений Алексеевич         | директор Федеральной службы охраны Российской Федерации |
| 18 | 10 декабря 2015   | № 2519-р           | Шаталов, Сергей Дмитриевич        | заместитель Министра финансов Российской Федерации |
| 19 | 24 декабря 2015   | № 2663-р           | Ентальцева, Марина Валентиновна   | руководитель протокола Председателя Правительства Российской Федерации-заместитель Руководителя Аппарата Правительства Российской Федерации |
| 20 | 9 февраля 2016    | № 181-р            | Голикова, Татьяна Алексеевна      | Председатель Счётной палаты Российской Федерации |
| 21 | 22 марта 2016     | № 478-р            | Улюкаев, Алексей Валентинович     | Министр экономического развития Российской Федерации |
| 22 | 23 марта 2016     | № 487-р            | Трутнев Юрий Петрович             | Заместитель Председателя Правительства Российской Федерации — полномочный представитель Президента Российской Федерации в Дальневосточном федеральном округе |
| 23 | 11 июля 2016      | № 1480-р           | Кручинин Виктор Анатольевич       | директор Департамента по обеспечению деятельности приёмной Председателя Правительства Российской Федерации |
| 24 | 25 октября 2016   | № 2238-р           | Шохин, Александр Николаевич       | президент Общероссийской общественной организации «Российский союз промышленников и предпринимателей» |
| 25 | 17 декабря 2016   | № 2698-р           | Жуков, Александр Дмитриевич       | Первый заместитель Председателя Государственной Думы Федерального Собрания Российской Федерации |
| 26 | 31 января 2017    | № 152-р            | Шувалов, Игорь Иванович           | Первый заместитель Председателя Правительства Российской Федерации |
| 27 | 31 января 2017    | № 153-р            | Приходько, Сергей Эдуардович      | Заместитель Председателя Правительства Российской Федерации — Руководитель Аппарата Правительства Российской Федерации |
| 28 | 2 марта 2017      | № 375-р            | Степашин, Сергей Вадимович        | председатель наблюдательного совета государственной корпорации — Фонда содействия реформированию жилищно-коммунального хозяйства |
| 29 | 11 апреля 2017    | № 662-р            | Ясин, Евгений Григорьевич         | научный руководитель федерального государственного автономного образовательного учреждения высшего образования «Национальный исследовательский университет „Высшая школа экономики“»                                                                                         |
| 30 | 30 мая 2017       | № 1100-р           | Брычёва, Лариса Игоревна          | помощник Президента Российской Федерации — начальник Государственно-правового управления Президента Российской Федерации |
| 31 | 27 февраля 2018   | № 314-р            | Миллер, Алексей Борисович         | председатель правления публичного акционерного общества «Газпром» |
| 32 | 23 апреля 2018    | № 740-р            | Рогозин, Дмитрий Олегович         | заместитель Председателя Правительства Российской Федерации |
| 33 | 19 декабря 2018   | № 2839-р           | Вербицкая, Людмила Алексеевна     | почётный президент федерального государственного бюджетного учреждения «Российская академия образования» |
| 34 | 21 марта 2019     | № 475-р            | Артемьев, Игорь Юрьевич           | Руководитель Федеральной антимонопольной службы |
| 35 | 4 июня 2019       | № 1194-р           | Чазов, Евгений Иванович           | почётный директор федерального государственного бюджетного учреждения «Национальный медицинский исследовательский центр кардиологии» Министерства здравоохранения Российской Федерации                                                                                       |
| 36 | 4 июля 2019       | № 1450-р           | Франк, Сергей Оттович             | генеральный директор публичного акционерного общества «Современный коммерческий флот» |
| 37 | 19 июля 2019      | № 1594-р           | Макаров, Андрей Михайлович        | председатель Комитета Государственной Думы по бюджету и налогам |
| 38 | 13 сентября 2019  | № 2066-р           | Гусев, Александр Владимирович     | Генеральный директор Судебного департамента при Верховном Суде Российской Федерации |
| 39 | 24 октября 2019   | № 2517-р           | Добродеев, Олег Борисович         | генерального директора федерального государственного унитарного предприятия «Всероссийская государственная телевизионная и радиовещательная компания» |
| 40 | 16 декабря 2019   | № 3056-р           | Балыхин, Григорий Артёмович       | член Комитета Государственной Думы по образованию и науке |
| 41 | 16 декабря 2019   | № 3056-р           | Жириновский, Владимир Вольфович   | руководитель фракции Политической партии ЛДПР — Либерально-демократической партии России в Государственной Думе |
| 42 | 26 декабря 2019   | № 3201-р           | Мау, Владимир Александрович       | ректор федерального государственного бюджетного образовательного учреждения высшего образования «Российская академия народного хозяйства и государственной службы при Президенте Российской Федерации»                                                                       |
| 43 | 21 января 2020    | № 41-р             | Саркисян, Тигран Суренович        | Председатель Коллегии Евразийской экономической комиссии |
| 44 | 20 мая 2020       | № 1327-р           | Осипов, Владимир Борисович        | начальник Управления Президента Российской Федерации по государственным наградам |
| 45 | 16 июля 2020      | № 1855-р           | Карелова, Галина Николаевна       | представитель от исполнительного органа государственной власти Воронежской области, заместитель Председателя Совета Федерации Федерального Собрания Российской Федерации |
| 46 | 19 сентября 2020  | № 2405-р           | Яцкин, Андрей Владимирович        | полномочный представитель Правительства Российской Федерации в Совете Федерации Федерального Собрания Российской Федерации |
| 47 | 22 декабря 2020   | № 3475-р           | Аброськин, Николай Павлович       | первый заместитель управляющего делами Президента Российской Федерации |
| 48 | 21 апреля 2021    | № 1028-р           | Сеславинский, Михаил Вадимович    | руководитель Федерального агентства по печати и массовым коммуникациям |
| 49 | 11 ноября 2021    | № 3152-р           | Эскиндаров, Михаил Абдурахманович | ректор федерального государственного образовательного бюджетного учреждения высшего образования «Финансовый университет при Правительстве Российской Федерации» |
| 50 | 14 марта 2022     | № 495-р            | Умаханов, Ильяс Магомед-Саламович | сенатор Российской Федерации — представитель от исполнительного органа государственной власти Республики Дагестан, первый заместитель председателя Комитета Совета Федерации по науке, образованию и культуре                                                                |
| 51 | 5 сентября 2022   | 2536-р             | Артюхин, Роман Евгеньевич         | руководитель Федерального казначейства |
| 52 | 5 сентября 2022   | 2536-р             | Горнин, Леонид Владимирович       | первый заместитель Министра финансов Российской Федерации |
| 53 | 2 ноября 2022     | 3305-р             | Клишас, Андрей Александрович      | представитель от исполнительного органа государственной власти Красноярского края, председатель Комитета Совета Федерации по конституционному законодательству и государственному строительству                                                                              |
| 54 | 17 января 2023    | 44-р               | Воробьёв, Юрий Леонидович         | сенатор Российской Федерации — представитель от законодательного (представительного) органа государственной власти Вологодской области, заместитель Председателя Совета Федерации Федерального Собрания Российской Федерации                                                 |
| 55 | 31 октября 2023   | 3039-р             | Свириденко, Олег Михайлович       | заместитель Министра юстиции Российской Федерации |
| 56 | 5 декабря 2023    | 3465-р             | Скуфинский, Олег Александрович    | руководитель Федеральной службы государственной регистрации, кадастра и картографии |
| 57 | 16 января 2024    | 11-р               | Савельев, Виталий Геннадьевич     | Министр транспорта Российской Федерации |
| 58 | 17 января 2024    | 35-р               | Мясникович, Михаил Владимирович   | Председатель Коллегии Евразийской экономической комиссии |
| 59 | 25 марта 2024     | 702-р              | Садовничий, Виктор Антонович      | ректор федерального государственного бюджетного образовательного учреждения высшего образования «Московский государственный университет имени М. В. Ломоносова» |
| 60 | 23 апреля 2024    |                    | Зюганов, Геннадий Андреевич       | руководитель фракции Политической партии «Коммунистическая Партия Российской Федерации» в Государственной Думе |
| 61 | 9 декабря 2024    | 3626-р             | Оверчук, Алексей Логвинович       | Заместитель Председателя Правительства Российской Федерации |
| 62 | 25 июня 2025      | 1665-р             | Журавлёв, Николай Андреевич       | заместитель Председателя Совета Федерации Федерального Собрания Российской Федерации |

### Медаль Столыпина П. А. II степени
| №   | Дата распоряжения | Номер распоряжения | Награждённый                       | Занятие |
| --- | ----------------- | ------------------ | ---------------------------------- | --- |
| 1   | 8 февраля 2009    | № 134-р            | Греф, Герман Оскарович             | президент, председатель правления акционерного коммерческого Сберегательного банка Российской Федерации (открытого акционерного общества) |
| 2   | 18 ноября 2009    | № 1742-р           | Мишарин, Александр Сергеевич       | директор департамента промышленности и инфраструктуры Правительства Российской Федерации |
| 3   | 30 марта 2010     | № 451-р            | Андросов, Кирилл Геннадьевич       | заместитель руководителя аппарата Правительства Российской Федерации |
| 4   | 31 марта 2010     | № 469-р            | Орлова, Светлана Юрьевна           | заместитель председателя Совета Федерации Федерального собрания Российской Федерации, член Совета Федерации Федерального Собрания Российской Федерации от Кемеровской области — представитель в Совете Федерации Федерального собрания Российской Федерации от законодательного (представительного) органа государственной власти Кемеровской области |
| 5   | 8 декабря 2010    | № 2209-р           | Левитин, Игорь Евгеньевич          | министр транспорта Российской Федерации |
| 6   | 31 декабря 2010   | № 2495-р           | Кехлеров, Сабир Гаджиметович       | заместитель Генерального прокурора Российской Федерации |
| 7   | 4 февраля 2011    | № 110-р            | Пехтин, Владимир Алексеевич        | член комитета Государственной думы по бюджету и налогам |
| 8   | 1 марта 2011      | № 305-р            | Трутнев, Юрий Петрович             | министр природных ресурсов и экологии Российской Федерации |
| 9   | 1 марта 2011      | № 306-р            | Путилин, Владислав Николаевич      | действительный государственный советник Российской Федерации 1-го класса |
| 10  | 28 марта 2011     | № 514-р            | Миловидов, Владимир Дмитриевич     | руководитель Федеральной службы по финансовым рынкам |
| 11  | 7 июля 2011       | № 1152-р           | Балыхин, Григорий Артёмович        | председатель комитета Государственной думы по образованию |
| 12  | 21 сентября 2011  | № 1623-р           | Сурков, Владислав Юрьевич          | первый заместитель руководителя администрации президента Российской Федерации |
| 13  | 26 октября 2011   | № 1880-р           | Шохин, Александр Николаевич        | президент Общероссийской общественной организации «Российский союз промышленников и предпринимателей» |
| 14  | 14 ноября 2011    | № 2007-р           | Кулик, Геннадий Васильевич         | заместитель председателя комитета Государственной думы по бюджету и налогам |
| 15  | 15 декабря 2011   | № 2236-р           | Грызлов, Борис Вячеславович        | председатель Государственной думы Федерального собрания Российской Федерации |
| 16  | 21 декабря 2011   | № 2239-р           | Титов, Борис Юрьевич               | генеральный директор открытого акционерного общества «Абрау-Дюрсо», председатель Общероссийской общественной организации «Деловая Россия» |
| 17  | 22 декабря 2011   | № 2255-р           | Жуков, Александр Дмитриевич        | первый заместитель председателя Государственной думы Федерального собрания Российской Федерации |
| 18  | 22 декабря 2011   | № 2256-р           | Иванов, Сергей Борисович           | заместитель председателя Правительства Российской Федерации |
| 19  | 24 декабря 2011   | № 2356-р           | Гринь, Виктор Яковлевич            | заместитель Генерального прокурора Российской Федерации |
| 20  | 13 марта 2012     | № 335-р            | Степашин, Сергей Вадимович         | председатель Счётной палаты Российской Федерации |
| 21  | 23 апреля 2012    | № 620-р            | Ясин, Евгений Григорьевич          | научный руководитель федерального государственного автономного образовательного учреждения высшего профессионального образования «Национальный исследовательский университет „Высшая школа экономики“» |
| 22  | 26 апреля 2012    | № 646-р            | Дмитриев, Михаил Аркадьевич        | директор Федеральной службы по военно-техническому сотрудничеству |
| 23  | 4 мая 2012        | № 703-р            | Жириновский, Владимир Вольфович    | член комитета Государственной думы по обороне |
| 24  | 5 мая 2012        | № 729-р            | Морозов, Олег Викторович           | заместитель председателя Государственной думы Федерального собрания Российской Федерации |
| 25  | 8 декабря 2012    | № 2296-р           | Пономарёв, Юрий Александрович      | заместитель Генерального прокурора Российской Федерации |
| 26  | 24 декабря 2012   | № 2505-р           | Буксман, Александр Эмануилович     | первый заместитель Генерального прокурора Российской Федерации |
| 27  | 26 февраля 2013   | № 237-р            | Душко, Александр Павлович          | заместитель начальника финансово-экономического департамента открытого акционерного общества «Газпром» |
| 28  | 27 апреля 2013    | № 701-р            | Кутьин, Николай Георгиевич         | действительный государственный советник Российской Федерации 1-го класса |
| 29  | 26 июня 2013      | № 1076-р           | Звягинцев, Александр Григорьевич   | заместитель Генерального прокурора Российской Федерации |
| 30  | 4 июля 2013       | № 1124-р           | Межевич, Валентин Ефимович         | представитель в Совете Федерации Федерального собрания Российской Федерации от законодательного (представительного) органа государственной власти Иркутской области, первый заместитель председателя комитета Совета Федерации по экономической политике                                                                                              |
| 31  | 15 июля 2013      | № 1198-р           | Ресин, Владимир Иосифович          | член комитета Государственной думы по земельным отношениям и строительству |
| 32  | 31 августа 2013   | № 1554-р           | Груздев, Владимир Сергеевич        | губернатор Тульской области |
| 33  | 16 января 2014    | № 21-р             | Руденский, Игорь Николаевич        | председатель Комитета Государственной Думы по экономической политике, инновационному развитию и предпринимательству |
| 34  | 13 февраля 2014   | № 189-р            | Островский, Алексей Владимирович   | Губернатор Смоленской области |
| 35  | 20 марта 2014     | № 407-р            | Пожигайло, Павел Анатольевич       | президент Регионального общественного фонда изучения наследия П. А. Столыпина |
| 36  | 24 апреля 2014    | № 660-р            | Бочкарёв, Василий Кузьмич          | Губернатор Пензенской области |
| 37  | 24 апреля 2014    | № 661-р            | Тулеев, Аман-гельды Молдагазыевич  | Губернатор Кемеровской области |
| 38  | 10 июня 2014      | № 1018-р           | Гусев, Александр Владимирович      | Генеральный директор Судебного департамента при Верховном Суде Российской Федерации |
| 39  | 10 июля 2014      | № 1269-р           | Васильев, Владимир Абдуалиевич     | Заместитель Председателя Государственной Думы Федерального Собрания Российской Федерации |
| 40  | 10 июля 2014      | № 1269-р           | Карелова, Галина Николаевна        | первый заместитель председателя Комитета Государственной Думы по труду, социальной политике и делам ветеранов |
| 41  | 10 июля 2014      | № 1269-р           | Попов, Сергей Александрович        | председатель Комитета Государственной Думы по Регламенту и организации работы Государственной Думы |
| 42  | 26 сентября 2014  | № 1893-р           | Булаев, Николай Иванович           | член Комитета Государственной Думы по Регламенту и организации работы Государственной Думы |
| 43  | 26 сентября 2014  | № 1893-р           | Исаев, Андрей Константинович       | председатель Комитета Государственной Думы по труду, социальной политике и делам ветеранов |
| 44  | 17 декабря 2014   | № 2579-р           | Рязанский, Валерий Владимирович    | представитель в Совете Федерации Федерального Собрания Российской Федерации от законодательного (представительного) органа государственной власти Курской области, председатель Комитета Совета Федерации по социальной политике |
| 45  | 17 декабря 2014   | № 2579-р           | Торшин, Александр Порфирьевич      | представитель в Совете Федерации Федерального Собрания Российской Федерации от исполнительного органа государственной власти Республики Марий Эл, первый заместитель Председателя Совета Федерации Федерального Собрания Российской Федерации, член Комитета Совета Федерации по конституционному законодательству и государственному строительству   |
| 46  | 14 апреля 2015    | № 652-р            | Аршба, Отари Ионович               | член Комитета Государственной Думы по гражданскому, уголовному, арбитражному и процессуальному законодательству |
| 47  | 16 июля 2015      | № 1379-р           | Ампилогов, Владимир Николаевич     | действительный государственный советник Российской Федерации 2 класса |
| 48  | 24 сентября 2015  | № 1882-р           | Умаханов, Ильяс Магомед-Саламович  | представитель в Совете Федерации Федерального Собрания Российской Федерации от исполнительного органа государственной власти Республики Дагестан, заместитель Председателя Совета Федерации Федерального Собрания Российской Федерации, член Комитета Совета Федерации по науке, образованию и культуре                                               |
| 49  | 30 сентября 2015  | № 1938-р           | Иванов, Антон Александрович        | профессор кафедры гражданского и предпринимательского права факультета права федерального государственного автономного образовательного учреждения высшего профессионального образования «Национальный исследовательский университет „Высшая школа экономики“»                                                                                        |
| 50  | 27 февраля 2016   | № 298-р            | Цариковский, Андрей Юрьевич        | статс-секретарь — заместитель руководителя Федеральной антимонопольной службы |
| 51  | 2 апреля 2016     | № 561-р            | Нерадько, Александр Васильевич     | руководитель Федерального агентства воздушного транспорта |
| 52  | 30 апреля 2016    | № 824-р            | Погосян, Михаил Асланович          | заведующий кафедрой федерального государственного бюджетного образовательного учреждения высшего образования «Московский авиационный институт (национальный исследовательский университет)» |
| 53  | 7 июля 2016       | № 1436-р           | Щепетильников, Владимир Викторович | действительный государственный советник Российской Федерации 2 класса |
| 54  | 15 ноября 2016    | № 2412-р           | Эскиндаров, Мухадин Абдурахманович | ректор федерального государственного образовательного бюджетного учреждения высшего образования «Финансовый университет при Правительстве Российской Федерации» |
| 55  | 15 декабря 2016   | № 2680-р           | Сидоренко, Валерий Валерьевич      | директор Департамента экономики и финансов Правительства Российской Федерации |
| 56  | 15 декабря 2016   | № 2680-р           | Сороко, Андрей Викторович          | директор Департамента государственной службы и кадров Правительства Российской Федерации |
| 57  | 17 декабря 2016   | № 2698-р           | Кармазина, Раиса Васильевна        | член Комитета Государственной Думы по бюджету и налогам |
| 58  | 17 декабря 2016   | № 2698-р           | Плигин, Владимир Николаевич        | ведущий научный сотрудник федерального государственного бюджетного учреждения науки Института государства и права Российской академии наук |
| 59  | 17 декабря 2016   | № 2698-р           | Третьяк, Владислав Александрович   | член Комитета Государственной Думы по охране здоровья |
| 60  | 1 марта 2017      | № 357-р            | Минниханов, Рустам Нургалиевич     | Президент Республики Татарстан |
| 61  | 11 апреля 2017    | № 662-р            | Кузьминов, Ярослав Иванович        | ректор федерального государственного автономного образовательного учреждения высшего образования «Национальный исследовательский университет „Высшая школа экономики“» |
| 62  | 11 мая 2017       | № 899-р            | Акимов, Максим Алексеевич          | первый заместитель Руководителя Аппарата Правительства Российской Федерации |
| 63  | 29 июня 2017      | № 1362-р           | Логинов, Андрей Викторович         | заместитель Руководителя Аппарата Правительства Российской Федерации |
| 64  | 17 июля 2017      | № 1510-р           | Аксаков, Анатолий Геннадьевич      | председатель Комитета Государственной Думы по финансовому рынку |
| 65  | 17 июля 2017      | № 1510-р           | Крашенинников, Павел Владимирович  | председатель Комитета Государственной Думы по государственному строительству и законодательству |
| 66  | 17 июля 2017      | № 1510-р           | Макаров, Андрей Михайлович         | председатель Комитета Государственной Думы по бюджету и налогам |
| 67  | 17 июля 2017      | № 1510-р           | Москвичёв, Евгений Сергеевич       | председатель Комитета Государственной Думы по транспорту и строительству |
| 68  | 17 июля 2017      | № 1510-р           | Решульский, Сергей Николаевич      | советник Председателя Государственной Думы Федерального Собрания Российской Федерации Секретариата Председателя Государственной Думы |
| 69  | 24 июля 2017      | № 1569-р           | Бушмин, Евгений Викторович         | представитель в Совете Федерации Федерального Собрания Российской Федерации от исполнительного органа государственной власти Ростовской области, заместитель Председателя Совета Федерации Федерального Собрания Российской Федерации |
| 70  | 11 сентября 2017  | № 1948-р           | Аганбегян, Абел Гезевич            | заведующий кафедрой федерального государственного бюджетного образовательного учреждения высшего образования «Российская академия народного хозяйства и государственной службы при Президенте Российской Федерации» |
| 71  | 4 ноября 2017     | № 2445-р           | Романова, Марина Арленовна         | заместитель руководителя Секретариата Первого заместителя Председателя Правительства Российской Федерации Шувалова И. И. |
| 72  | 4 ноября 2017     | № 2445-р           | Тагиров, Эльмир Тагирович          | директор Департамента международного сотрудничества Правительства Российской Федерации |
| 73  | 21 декабря 2017   | № 2880-р           | Кашин, Владимир Иванович           | председатель Комитета Государственной Думы по аграрным вопросам |
| 74  | 21 декабря 2017   | № 2880-р           | Неверов, Сергей Иванович           | заместитель Председателя Государственной Думы Федерального Собрания Российской Федерации |
| 75  | 21 декабря 2017   | № 2880-р           | Слуцкий, Леонид Эдуардович         | председателя Комитета Государственной Думы по международным делам |
| 76  | 14 июля 2018      | № 1460-р           | Косачёв, Константин Иосифович      | представитель в Совете Федерации Федерального Собрания Российской Федерации от исполнительного органа государственной власти Республики Марий Эл, председатель Комитета Совета Федерации по международным делам |
| 77  | 14 декабря 2018   | № 2799-р           | Кузовлёв, Михаил Валерьевич        | первый заместитель председателя государственной корпорации развития «ВЭБ.РФ» — член правления |
| 78  | 8 февраля 2019    | № 170-р            | Воробьёв, Юрий Леонидович          | представитель в Совете Федерации Федерального Собрания Российской Федерации от законодательного (представительного) органа государственной власти Вологодской области, заместитель Председателя Совета Федерации Федерального Собрания Российской Федерации                                                                                           |
| 79  | 19 июля 2019      | № 1594-р           | Симановский, Леонид Яковлевич      | заместитель председателя Комитета Государственной Думы по бюджету и налогам |
| 80  | 20 июля 2019      | № 1617-р           | Емельянов, Михаил Васильевич       | первый заместитель председателя Комитета Государственной Думы по государственному строительству и законодательству |
| 81  | 20 июля 2019      | № 1617-р           | Хор, Глеб Яковлевич                | первый заместитель председателя Комитета Государственной Думы по бюджету и налогам |
| 82  | 7 августа 2019    | № 1758-р           | Поспелов, Владимир Яковлевич       | член коллегии Военно-промышленной комиссии Российской Федерации |
| 83  | 20 сентября 2019  | № 2130-р           | Костенко, Александр Иванович       | вице-губернатор Приморского края |
| 84  | 23 сентября 2019  | № 2156-р           | Рыжков, Николай Иванович           | представитель в Совете Федерации Федерального Собрания Российской Федерации от исполнительного органа государственной власти Белгородской области, член Комитета Совета Федерации по федеративному устройству, региональной политике, местному самоуправлению и делам Севера                                                                          |
| 85  | 22 октября 2019   | № 2488-р           | Ставицкий, Леонид Оскарович        | первый заместитель Министра строительства и жилищно-коммунального хозяйства Российской Федерации |
| 86  | 9 декабря 2019    | № 2957-р           | Попов, Александр Викторович        | вице-президент Департамента доверительного управления Блока доверительного управления; работник государственной корпорации развития «ВЭБ.РФ» |
| 87  | 9 декабря 2019    | № 2957-р           | Цехомский, Николай Викторович      | первый заместитель председателя ВЭБ.РФ — член правления |
| 88  | 16 декабря 2019   | № 3056-р           | Зюганов, Геннадий Андреевич        | руководитель фракции Политической партии «Коммунистическая Партия Российской Федерации» в Государственной Думе |
| 89  | 16 декабря 2019   | № 3056-р           | Максимова, Надежда Сергеевна       | заместитель председателя Комитета Государственной Думы по бюджету и налогам |
| 90  | 16 декабря 2019   | № 3056-р           | Тарасенко, Михаил Васильевич       | первый заместитель председателя Комитета Государственной Думы по труду, социальной политике и делам ветеранов |
| 91  | 16 декабря 2019   | № 3056-р           | Терешкова, Валентина Владимировна  | заместитель председателя Комитета Государственной Думы по федеративному устройству и вопросам местного самоуправления |
| 92  | 20 марта 2020     | № 673-р            | Лавров, Сергей Викторович          | Министр иностранных дел Российской Федерации |
| 93  | 16 июня 2020      | № 1601-р           | Одношивкин, Гений Александрович    | заместитель директора Департамента делопроизводства Правительства Российской Федерации |
| 94  | 11 июля 2020      | № 1805-р           | Шутков, Сергей Викторович          | заместитель директора Департамента правового обеспечения Правительства Российской Федерации |
| 95  | 16 июля 2020      | № 1855-р           | Клишас, Андрей Александрович       | представитель от исполнительного органа государственной власти Красноярского края, председатель Комитета Совета Федерации по конституционному законодательству и государственному строительству |
| 96  | 28 сентября 2020  | № 2472-р           | Пчелинцев, Сергей Владимирович     | заместитель начальника Государственно-правового управления Президента Российской Федерации |
| 97  | 8 октября 2020    | № 2582-р           | Кудрин, Алексей Леонидович         | Председатель Счётной палаты Российской Федерации |
| 98  | 16 октября 2020   | № 2644-р           | Романченко, Андрей Юрьевич         | генеральный директор федерального государственного унитарного предприятия «Российская телевизионная и радиовещательная сеть» |
| 99  | 12 ноября 2020    | № 2944-р           | Гусев, Владимир Васильевич         | действительный государственный советник Российской Федерации 3 класса |
| 100 | 13 ноября 2020    | № 2966-р           | Аракелов, Сергей Ашотович          | действительный государственный советник Российской Федерации 2 класса |
| 101 | 13 ноября 2020    | № 2966-р           | Балашова, Ирина Евгеньевна         | начальник Финансового управления Федеральной налоговой службы |
| 102 | 16 декабря 2020   | № 3365-р           | Барщевский, Михаил Юрьевич         | полномочный представитель Правительства Российской Федерации в Конституционном Суде Российской Федерации и Верховном Суде Российской Федерации |
| 103 | 19 января 2021    | № 56-р             | Бабич, Михаил Викторович           | первый заместитель Министра экономического развития Российской Федерации |
| 104 | 18 марта 2021     | № 653-р            | Нестеренко, Татьяна Геннадьевна    | первый заместитель Министра финансов Российской Федерации |
| 105 | 21 июля 2021      | № 2013-р           | Афанасьев, Андрей Александрович    | действительный государственный советник Российской Федерации 2 класса |
| 106 | 22 октября 2021   | № 2977-р           | Ульбашев, Мухарбий Магомедович     | сенатор Российской Федерации — представитель от законодательного (представительного) органа государственной власти Кабардино-Балкарской Республики, заместитель председателя Комитета Совета Федерации по бюджету и финансовым рынкам |
| 107 | 11 мая 2022       | 1145-р             | Горбенко, Александр Николаевич     | заместитель Мэра Москвы в Правительстве Москвы по вопросам региональной безопасности и информационной политики |
| 108 | 28 мая 2022       | 1348-р             | Шамахов, Владимир Александрович    | научный руководитель Северо-Западного института управления — филиала федерального государственного бюджетного образовательного учреждения высшего образования «Российская академия народного хозяйства и государственной службы при Президенте Российской Федерации»                                                                                  |
| 109 | 20 августа 2022   | 2360-р             | Безродная, Алиса Сергеевна         | заместитель Министра юстиции Российской Федерации |
| 110 | 20 августа 2022   | 2360-р             | Фёдоров, Вадим Витальевич          | заместитель Министра юстиции Российской Федерации |
| 111 | 5 сентября 2022   | 2536-р             | Ерошкина, Лариса Владимировна      | директор Департамента межбюджетных отношений Министерства финансов Российской Федерации |
| 112 | 5 сентября 2022   | 2536-р             | Яковлева, Елена Павловна           | директор Департамента бюджетной политики в сфере государственного управления, судебной системы, государственной гражданской службы Министерства финансов Российской Федерации |
| 113 | 12 сентября 2022  | 2582-р             | Бацева, Лариса Анатольевна         | заместитель начальника Управления кадров, профилактики коррупционных и иных правонарушений и административной работы Федеральной службы по надзору в сфере защиты прав потребителей и благополучия человека |
| 114 | 12 сентября 2022  | 2582-р             | Румянцева, Елена Анатольевна       | начальник Финансово-экономического управления Федеральной службы по надзору в сфере защиты прав потребителей и благополучия человека |
| 115 | 24 октября 2022   | 3122-р             | Музаев, Анзор Ахмедович            | руководитель Федеральной службы по надзору в сфере образования и науки |
| 116 | 14 декабря 2022   | 3905-р             | Осинцев, Владимир Геннадьевич      | заместитель Министра культуры Российской Федерации |
| 117 | 23 октября 2023   | 2941-р             | Исаев, Эли Абубакарович            | заместитель руководителя Федерального казначейства |
| 118 | 31 октября 2023   | 3039-р             | Ардабьева, Елена Анатольевна       | заместитель Министра юстиции Российской Федерации |
| 119 | 31 октября 2023   | 3039-р             | Обушенко, Людмила Александровна    | заместитель директора Департамента государственной регистрации ведомственных нормативных правовых актов Министерства юстиции Российской Федерации |
| 120 | 11 ноября 2023    | 3173-р             | Деева, Татьяна Владимировна        | начальник Межрегиональной инспекции Федеральной налоговой службы по крупнейшим налогоплательщикам № 2 |
| 121 | 11 ноября 2023    | 3173-р             | Мосиенко, Андрей Владимирович      | руководитель Управления Федеральной налоговой службы по Ростовской области |
| 122 | 12 декабря 2023   | 3572-р             | Бондарчук, Светлана Леонидовна     | заместитель руководителя Федеральной налоговой службы |
| 123 | 12 декабря 2023   | 3573-р             | Бутовецкий, Алексей Игоревич       | статс-секретарь — заместитель руководителя Федеральной службы государственной регистрации, кадастра и картографии |
| 124 | 12 декабря 2023   | 3573-р             | Мартынова, Елена Валерьевна        | заместитель руководителя Федеральной службы государственной регистрации, кадастра и картографии |
| 125 | 12 декабря 2023   | 3573-р             | Смирнов, Максим Сергеевич          | заместитель руководителя Федеральной службы государственной регистрации, кадастра и картографии |
| 126 | 25 января 2024    | 138-р              | Стрельцов, Владислав Юрьевич       | советник президента Национальной ассоциации участников фондового рынка |
| 127 | 23 апреля 2024    |                    | Пинский, Виктор Витальевич         | председатель Комиссии по Регламенту и обеспечению деятельности Государственной Думы |
| 128 | 23 апреля 2024    |                    | Хинштейн, Александр Евсеевич       | председатель Комитета Государственной думы Федерального собрания Российской Федерации по информационной политике, информационным технологиям и связи |
| 129 | 11 июля 2024      | 1840-р             | Назаров, Андрей Геннадьевич        | премьер-министр Правительства Республики Башкортостан |
| 130 | 30 августа 2024   | 2369-р             | Левин, Леонид Леонидович           | первый заместитель Руководителя Аппарата Правительства Российской Федерации |
| 131 | 22 ноября 2024    | 3372-р             | Скуфинский, Олег Александрович     | руководитель Федеральной службы государственной регистрации, кадастра и картографии |
| 132 | 20 декабря 2024   | 3898-р             | Ванцев, Виталий Анатольевич        | председатель совета директоров, советник генерального директора аппарата управления акционерного общества «Международный аэропорт «Внуково» |
| 133 | 29 января 2025    | 142-р              | Эбзеев, Борис Сафарович            | член Центральной избирательной комиссии Российской Федерации |
| 134 | 18 марта 2025     | 619-р              | Боженова, Евгения Викторовна       | директор Департамента правового обеспечения Правительства Российской Федерации |
| 135 | 21 мая 2025       | 1258-р             | Осипов, Владимир Борисович         | начальник Управления Президента Российской Федерации по государственным наградам |
| 136 | 29 мая 2025       | 1357-р             | Попов, Анатолий Александрович      | директор Департамента бюджетной политики в сфере государственной военной и правоохранительной службы и государственного оборонного заказа Министерства финансов Российской Федерации |
| 137 | 7 июня 2025       | 1474-р             | Мезенцев, Дмитрий Фёдорович        | полномочный представитель Президента Российской Федерации в Конституционном Суде Российской Федерации |
| 138 | 25 июня 2025      | 1665-р             | Тимченко, Вячеслав Степанович      | председатель Комитета Совета Федерации по Регламенту и организации парламентской деятельности |
| 139 | 1 июля 2025       | 1758-р             | Гликман, Светлана Израильевна      | заместитель директора Департамента пресс-службы и референтуры Правительства Российской Федерации |
| 140 | 15 августа 2025   | 2223-р             | Чепурина, Ольга Николаевна         | заместитель Руководителя Аппарата Правительства Российской Федерации |